# Gaetano Bertelli
Gaetano Bertelli (Bomporto, 1893 – Modena, 1977) è stato un politico italiano.
Durante la seconda guerra mondiale fece parte della Resistenza, con i partigiani della brigata Matteotti, parte della divisione Modena montagna.
Nel dopoguerra fu presidente dell'Ente comunale di assistenza di Modena.
Il 18 novembre 1945 venne eletto primo presidente della Federazione Provinciale (oggi Lega Provinciale) Cooperative e Mutue.
Ricoprì l'incarico di Presidente della Provincia di Modena dal 1951 al 1960.